# Минисейвис
Минисейвис — река в России, протекает в Республике Коми. Правый приток реки Юръяха.
Течёт через елово-берёзовые леса. Устье реки находится в 71 км по правому берегу реки Юръяха. Длина реки составляет 56 км.

## Данные водного реестра
По данным государственного водного реестра России относится к Двинско-Печорскому бассейновому округу, водохозяйственный участок реки — Печора от впадения реки Уса до водомерного поста Усть-Цильма, речной подбассейн реки — бассейны притоков Печоры ниже впадения Усы. Речной бассейн реки — Печора.
Код объекта в государственном водном реестре — 03050300112103000074062.